# 沙巴茶

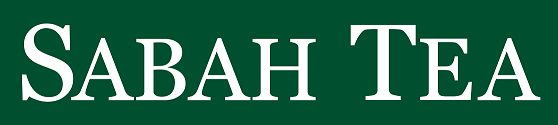

沙巴茶有限公司（以沙巴茶名义经营），是马来西亚沙巴州的主要茶叶公司，自1973年开始经营至今。最初由沙巴茶有限公司和Desa Tea有限公司拥有，是婆罗洲最大的茶叶生产商。拥有国内和国际分销，特别是在成为Yee Lee Corporation Bhd的一部分之后，增加了本地和国际出口。

## 历史
1976年，沙巴州政府将兰瑙村（Kg Nalapak）的6,200英亩土地划为乡村发展合作社（KPD）的地盘。该土地随后改建成了一个茶园。1978年4月26日，该农场被整合成为沙巴茶，获得了来自KPD的补贴用于管理和经营农场。农场的开幕仪式由马来西亚首相马哈迪·莫哈末于1984年2月19日主持。1987年，沙巴茶的管理与英国公司Tate & Lyle以及英联邦发展公司合并，以减轻政府的财政负担。在合并后，沙巴茶能够与其他茶园竞争，参与茶叶种植业。自1997年以来，Yee Lee Corporation Bhd已全面掌控了沙巴茶和一家总部位于霹雳州怡保的公司Desa Tea Sdn Bhd的全部股份，Desa Tea Sdn Bhd专门从事产品的制造、出口和本地以及国际销售。